# Анјон Крик (Тексас)
Анјон Крик (енгл. Onion Creek) град је у америчкој савезној држави Тексас.

## Демографија
По попису из 2000. године број становника је 2.116.
| Група             | 2000.         | 2010.    |
| Белци             | 1.848 (87,3%) | 0 (0,0%) |
| Афроамериканци    | 25 (1,2%)     | 0 (0,0%) |
| Азијати           | 24 (1,1%)     | 0 (0,0%) |
| Хиспаноамериканци | 193 (9,1%)    | 0 (0,0%) |
| Укупно            | 2.116         | 0        |